# François Burgat
François Burgat  (Chambéry, 1948) es un politólogo e islamólogo francés director especializado en investigación del islamismo político en el mundo árabe y musulmán. En sus análisis defiende que el islam político es una reacción identitaria del colonialismo. En la actualidad es director de investigación en el Instituto de Investigaciones y Estudios sobre el Mundo Árabe y Musulmán (IREMAM).

## Trayectoria
Durante su trayectoria profesional ha estado sobre el terreno de Argelia a Siria pasando por Túnez, Yemen, Libia, Egipto y Palestina.
De 1989 a 1993 fue investigador del CNRS en el CEDEJ Centro de Estudios y de Documentación Económicos, Jurídicos y Sociales (CEDEJ). En 1997 asumió la dirección del Centro francés de arqueología y ciencias sociales en Saná (Yemen). De 2003 a 2008 fue investigador en el Instituto de Investigaciones y Estudios sobre el Mundo Árabe y Musulmán (IREMAM). Posteriormente asumió la dirección del Instituto Francés del Próximo Oriente (2008-2013) En la actualidad es Director de investigación en el Instituto de Investigaciones y Estudios sobre el Mundo Árabe y Musulmán (IREMAM) de la Universidad Aix-Marsella y Centro Nacional para la Investigación Científica.

## Pensamiento
Burgat considera que el extremismo yihadista actual está relacionado con una ideología principalmente reactiva. En la historia reciente del yihadismo los desequilibrios internos se han visto agravados por la interferencia extranjera.
Denuncia que existe una estigmatización de la identidad musulmana en Occidente que lleva a un sentimiento de alienación y de humillación entre algunos jóvenes musulmanes y considera que existe una responsabilidad del contexto ambiental en el que se desarrolla la trayectoria de radicalización en Occidente. También señala el peso de la colonización y las relaciones dominación Norte-Sur nacidas de esta colonización como claves para entender el islam político actual.
Considera que el islam tiene una función identitaria específica que no tienen otras religiones monoteístas.
Según Burgat la evolución de la crisis de Siria está relacionada con la falta de implicación de la política de Barack Obama en Oriente Medio y la focalización de los occidentales en el combate exclusivo contra la organización Estado Islámico.

## Publicaciones
- Modernizing Islam : Religion in the Public Sphere in Europe and the Middle East, John Esposito, François Burgat (ss. la dir), London, Hurst and Company, novembre 2002, 278 p. (langue anglaise).
- L’islamisme au Maghreb : La voix du Sud, Éditions Karthala, 1988 ; Petite bibliothèque Payot, 1995 et 2008, recension dans Politique étrangère
- L’islamisme à l’heure d’Al-Qaida, La Découverte, 2005
- Le Yémen vers la République : iconographie historique (1900-1970), Beyrouth/Sanaa, CEFAS, 2005, 320 p., (árabe-francés) Segunda edición (avec Eric Vallet) Sanaa, 2012, 423 p.
- La Libye, Paris PUF, coll. Que sais-je?,  2003, en colaboración con André Laronde, 127 p.
- L’islamisme en face, Paris, La Découverte, 1995, Poche 1996, 2002, 2007
- Compendre l'islam politique